# Гетто в Острино
Гетто в Острино́ (лето 1941 — ноябрь 1942) — еврейское гетто, место принудительного переселения евреев посёлка Острино Щучинского района Гродненской области и близлежащих населённых пунктов в процессе преследования и уничтожения евреев во время оккупации территории Белоруссии войсками нацистской Германии в период Второй мировой войны.

## Оккупация Острино и создание гетто
В 1940 году евреев в посёлке Острино (Острина, Острына) жило около 2000 человек — 73 % населения. А в 15 километрах в деревне Новый Двор жили ещё около 500 евреев.
23 июня 1941 года посёлок был окружен немецкими войсками, и с этого дня уже никто из жителей не смог бежать. 25 июня Острино было оккупировано, и оккупация продлилась более трёх лет — до 12 июля 1944 года.
Комендантом района был назначен немец из гестапо, который считал убийство евреев одной из своих важнейших задач. Против евреев были введены многочисленные ограничения, среди которых был запрет под страхом смерти выходить за пределы деревни и показываться на улицах по воскресеньям. За подобные «нарушения» был расстрелян 80-летний Арье Таневицкий, раввин Безданский, жена Хаима Хлебовского с мужем и двумя малолетними детьми и другие евреи. Запрещалось появляться без желтых нашивок на верхней одежде.
В первые дни оккупации евреев обязали создать юденрат во главе с Иосифом Вигдоровичем, которого в ноябре 1941 года за неподчинение отправили в концлагерь, а новым председателем назначили Берла Порецкого.
В начале декабря 1941 года (в октябре, в июне) немцы, реализуя нацистскую программу уничтожения евреев, согнали евреев Острино и близлежащих деревень (Новый Двор, Демброво) в гетто, убивая по дороге слабых и больных. Гетто находилось между улицами Гродненской, Новодворской, Василишковской и Тихой. Через две недели территорию гетто урезали только до улицы Василишковской и ме́ста вокруг синагоги, и огородили колючей проволокой.

## Условия в гетто
В декабре 1941 года в гетто перевели и 500 евреев из Нового Двора и Демброва.
Сразу после организации гетто немцы убили около 10 человек и расстрелы не прекращались. Например, за попытку пронести в гетто жменю зерна были убиты Лейб Михелевич и его сестра Фейге-Соре, а Ошера Боярского расстреляли за размол зерна.
По приказу коменданта на каждом доме в гетто был вывешен список жильцов, и если при проверке хотя бы одного человека из списка не было дома, то убивали всю семью. Так, например, расстреляли всю семью Ошера Амстибовского из восьми человек.
Узников ежедневно использовали на тяжелых и грязных принудительных работах — валка леса, выгонка смолы. Во время работы садисты-охранники безнаказанно избивали и убивали евреев. По обвинению в «саботаже» многих евреев отправляли в тюрьму, где их в ближайшую пятницу расстреливали с другими заключёнными.

## Уничтожение гетто
7 ноября 1941 года немцы обвинили евреев в поджоге сарая, приказали им немедленно собраться на площади, и там же сразу расстреляли несколько десятков человек.
Комендант района часто приезжал в Острино из Щучина и организовывал «акции» (таким эвфемизмом нацисты называли организованные ими массовые убийства). Обычно это происходило в базарные дни для устрашения местного населения. В один из таких дней, среди многих были расстреляны все учителя-евреи: Миллер с женой и двумя дочерьми, Елин и другие, а также старик Дразнин.
В конце ноября 1941 года всем узникам приказали собраться на площади с ценными вещами, которые тут же отобрали. В пустых еврейских домах в это время шел грабеж, а пытавшихся оказать сопротивление убивали на месте.
В ноябре 1942 (феврале 1943) года Остринское гетто было ликвидировано, и были убиты последние из 1969 евреев гетто — их депортировали в лагерь смерти Треблинку.

## Память
В 1989 году на могиле жертв геноцида евреев в Острино был установлен памятник.
Опубликованы неполные списки убитых евреев Острино.